# 탄 (도박)
탄은 사기 도박 기술의 일종으로, 카드(화투, 플레잉 카드 등)를 이용하는 도박에서 어떤 결과가 나오도록 카드의 순서를 미리 맞춰 놓는 것 또는 그렇게 해 놓은 카드 묶음을 말하는 것이다.

## 개요
사기 도박사는 자신이 원하는 결과를 나오게 하기 위해 카드를 뭉쳐 놓을 때 무늬와 끗수를 보고 카드를 안배한다. 그리고 준비된 탄을 섞는 척 하고 실제로는 섞지 않거나 아니면 다른 카드 묶음을 섞고 준비된 탄과 바꿔치기하는 수법을 이용하기도 한다.

## 예시
- 포커나 섰다와 같은 경우 돌리는 순서에 따라 카드를 배치해서 상대에게 아주 높은 족보를 쥐어 주고 자신은 그것보다 더 높은 족보를 쥐게 한다. 그렇게 하면 상대는 자신이 이길 것이라 생각하고 과감한 베팅을 하게 되지만 탄을 사용한 도박사가 더 높은 족보를 쥐고 있기 때문에 당연히 베팅금을 모두 가져갈 수 있다.